# Gunnar Nützmann
Gunnar Nützmann (* 1951 in Bergen auf Rügen) ist ein deutscher Hydrologe und Hochschullehrer.
Gunnar Nützmann studierte in Rostock  Mathematik bei Lothar Berg und Gerhard Maeß und schloss das Studium 1973 mit dem Diplom ab. Danach war er fünf Jahre wissenschaftlicher Mitarbeiter im Rechenzentrum des Forschungszentrums für Bodenfruchtbarkeit in Müncheberg. Von 1978 bis 1981 war er Doktorand am Fachbereich Hydromelioration/Wasserbau dieser Einrichtung.
Nach der Promotion ging Nützmann als wissenschaftlicher Mitarbeiter an das Institut für Mechanik der Akademie der Wissenschaften der DDR. Von 1986 bis 1991 war er wissenschaftlicher Mitarbeiter am Institut für Geographie und Geoökologie der Akademie bei Peter Mauersberger. Danach wurde Nützmann wissenschaftlicher Mitarbeiter am Leibniz-Institut für Gewässerökologie und Binnenfischerei (IGB) in Berlin und erhielt einen Lehrauftrag an der TU Berlin zur Modellierung von Strömungs- und Transportprozessen im Sicker- und Grundwasser.
1998 habilitierte er sich an der TU Berlin für das Fach Hydrologie/Grundwasserhydrologie. Danach hielt er als Privatdozent Vorlesungen über Hydrologie im Fach Wasserwesen. Seit 2002 ist Nützmann Professor für Hydrologie am Geographischen Institut der Humboldt-Universität zu Berlin und Abteilungsleiter Ökohydrologie am IGB.

## Schriften (Auswahl)
- Gunnar Nützmann, Paolo Viotti, Per Aagaard: Reactive transport in soil and groundwater: processes and models. Berlin: Springer 2005.
- B. Pfützner, S. Mey, G. Nützmann, E. Scheffler: Modellgestützte Analyse des Gebietswasserhaushaltes für ein Einzugsgebiet im Berliner Nordosten. In: Hydrologie und Wasserbewirtschaftung 50. Jahrgang, Heft 1, Februar 2006, Seiten 12–19

| Personendaten    | Personendaten                           |
| ---------------- | --------------------------------------- |
| NAME             | Nützmann, Gunnar                        |
| KURZBESCHREIBUNG | deutscher Hydrologe und Hochschullehrer |
| GEBURTSDATUM     | 1951                                    |
| GEBURTSORT       | Bergen auf Rügen                        |